# Ève Routhier
Ève Routhier (1º settembre 1988) è un'ex sciatrice alpina canadese.
È sorella di Mathieu, a sua volta sciatore alpino di alto livello.

## Biografia
Ève Routhier, originaria di Sherbrooke, ha partecipato per la prima volta a competizioni valide ai fini del punteggio FIS l'11 dicembre 2004 a Val-Saint-Come in slalom speciale. L'anno seguente ha debuttato in Nor-Am Cup a Mont-Sainte-Anne, non riuscendo a concludere la seconda manche dello slalom speciale in programma. Nel 2007 ha esordito in Coppa del Mondo sul tracciato di casa di Panorama, senza qualificarsi per la seconda manche.
Ai Mondiali juniores di Formigal 2008 è giunta 39ª nello slalom gigante e 20ª nello slalom speciale. Si è aggiudicata il primo podio in Nor-Am Cup il 3 gennaio 2009 a Craigleith piazzandosi 2ª nello slalom vinto dalla connazionale Marie-Michèle Gagnon. Due anni dopo ha partecipato ai Mondiali di Garmisch-Partenkirchen 2011, sua unica presenza iridata, senza completare lo slalom speciale.
Il 27 gennaio 2013 ha disputato a Maribor la sua ultima gara in Coppa del Mondo, senza qualificarsi per la seconda manche dello slalom speciale in programma, e il 15 marzo 2014 ha colto a Nakiska in slalom gigante il suo ultimo podio in Nor-Am Cup (2ª). La sua ultima gara in carriera è stato lo slalom speciale FIS disputato il 31 marzo 2015 a Le Relais, chiuso dalla Routhier all'11º posto.

## Palmarès

### Coppa del Mondo
- Miglior piazzamento in classifica generale: 106ª nel 2011

### Nor-Am Cup
- Miglior piazzamento in classifica generale: 12ª nel 2010, nel 2013 e nel 2014
- Vincitrice della classifica di slalom speciale nel 2010
- 14 podi:
  - 9 secondi posti
  - 5 terzi posti

### South American Cup
- Miglior piazzamento in classifica generale: 32ª nel 2009
- 1 podio:
  - 1 terzo posto

### Campionati canadesi
- 2 medaglie[2]:
  - 2 argenti (slalom speciale nel 2008; slalom speciale nel 2013)